# Challenge-Brownsville (Kalifornija)
Challenge-Brownsville je naseljeno područje za statističke svrhe u američkoj saveznoj državi Kalifornija. Prema popisu stanovništva iz 2010. u njemu je živjelo 1,148 stanovnika.